# دهرم
دهرم (بالفارسية: دهرم) هي منطقة سكنية تقع في إيران في Dehram District. يقدر عدد سكانها بـ 2,946 نسمة .